# I Элиева когорта бриттонов
I Элиева тысячная конная когорта бриттонов (лат. Cohors I Aelia Brittonum milliaria equitata) — вспомогательное подразделение армии Древнего Рима.
Остается неизвестным, была ли когорта создана при Адриане или уже существовала до этого и получила почетное прозвище «Элиева» только во время его правления. Также не ясно, в каких провинциях дислоцировалась когорта до того, как её перевели в провинцию Норик. I тысячная когорта бриттонов упоминается в военных дипломах от 85 года в составе гарнизона провинции Паннония, в 111 и 116 годах она находилась в Нижней Мезии, а в 135 году в Нижней Паннонии. Можно ли её идентифицировать с I Элиевой когортой, точно сказать нельзя.
Первым упоминанием I Элиевой когорты в Норике является надпись префекта Тита Аппалия Алфина Секунда, который командовал подразделением в конце правления Адриана. Когорта также упоминается в военных дипломах провинции Норик, но их датировка представляет затруднения. Последнее упоминание когорты относится к 238 году.
Вероятными местами дислокации подразделения в Норике являются: Фавианида, Вирун, Ад Ювенс, а в Паннонии — Скарбантия.